# Mark Münzel
Mark Münzel (* 29. März 1943 in Potsdam) ist ein deutscher Ethnologe, Hochschullehrer und Museumsmitarbeiter. Zwischen 1973 und 1989 war er Kustos des Völkerkundemuseums in Frankfurt am Main, seit 1990 ist er Hochschullehrer für Völkerkunde an der Universität Marburg, seit 2008 im Ruhestand.

## Leben
Münzel absolvierte 1962 das Abitur am humanistischen Lessing-Gymnasium in Frankfurt am Main. Zwischen 1962 und 1966 und wieder von 1969 bis 1970 studierte er Ethnologie, Romanistik und Volkskunde in Frankfurt. 1964 erlangte er an der Universität von Coimbra (Portugal) einen Abschluss des Curso Superior de Língua Portuguesa, der ihn als Portugiesisch-Sprachlehrer für das Ausland qualifizierte. Von 1966 bis 1968 hielt er sich als Stipendiat der Friedrich-Ebert-Stiftung in Brasilien auf; er studierte am Instituto Joaquim Nabuco in Recife (Pernambuco) und erforschte im Auftrag des Museu Paraense Emílio Goeldi am See Ipavú die Ethnie der Kamayurá und am Rio Uneiuxi (Gebiet des Rio Negro, Nordwest-Amazonien) die Nadëb. Zwischen 1969 und 1971 war Münzel Hilfsassistent am Seminar für Völkerkunde. Im Jahr 1970 promovierte er in Ethnologie bei Eike Haberland in Frankfurt am Main mit einer Arbeit über Geistervorstellungen und Medizinmannwesen der Kamayurá (Alto Xingu – Brasilien).
In den Jahren 1971 und 1972 hielt er sich mit einem von der Deutschen Forschungsgemeinschaft finanzierten Feldforschungsprojekt  bei den Aché in Paraguay auf. Nachdem er die Zustände in dem Reservat Cerro Morotí und die systematische Verfolgung und Zwangssesshaftmachung der Waldindianer mit brutalen Methoden und vielen Todesopfern öffentlich angeprangert und bekannt gemacht hatte, wurden er und seine Ehefrau Marie Christine Münzel mit Folter bedroht. Um sie zu diskreditieren, wurden sie von paraguayischen Stellen und deren Unterstützern aus deutschen Industriellenkreisen fälschlich beschuldigt, anstößige Untersuchungen an indigenen Mädchen in dem Reservat durchzuführen. In der Erinnerung der Aché wird Münzel als einem derjenigen gedacht, die durch ihre Öffentlichkeitsarbeit eine vollständige Vernichtung dieses Volkes verhindert haben. Nachdem die paraguayischen Behörden den Münzels den weiteren Zutritt zur Reservation der Aché verboten hatten, begaben sie sich 1972 in Cusco (Peru) zur Vorbereitung einer Ausstellung des Frankfurter Museums. 
Von 1973 bis 1989 war Münzel Kustos am Völkerkundemuseum in Frankfurt (dem heutigen Weltkulturen Museum). Von 1990 bis zum Ruhestand im Jahr 2008 war er Professor für Ethnologie an der Universität Marburg. Dort leitete er zugleich die Völkerkundliche Sammlung der Philipps-Universität und übernahm die Gesamtleitung der dortigen Ausstellungen. Zwischen 1978 und 1986 erforschte er (teilweise gemeinsam mit Bernhard Streck und Reimer Gronemeyer) auf „Stellplätzen und Autobahnparkplätzen“ Roma. Ausfluss des Projekts war die Zeitschrift (später Schriftenreihe) Gießener Tsiganologische Hefte, die seit 1984 erschien. Das Projekt zur Tsiganologie wurde durch die Deutsche Gesellschaft für Friedens- und Konfliktforschung am Institut für Soziologie der Universität Gießen finanziert.
Münzel ist seit 1966 mit Marie Christine, geb. Rousselet verheiratet. Er ist der jüngste Bruder des Rechtswissenschaftlers und Sinologen Frank Münzel (1937–2020).